# Адеркла
Адеркла (нем. Aderklaa) — коммуна в Австрии, в федеральной земле Нижняя Австрия.
Входит в состав округа Гензерндорф. Население составляет около 200 человек. Занимает площадь 8,63 км². Официальный код — 3 08 01.

## Политическая ситуация
Бургомистр коммуны — Франц Шледерер (АНП) по результатам выборов 2005 года.
Совет представителей коммуны (нем. Gemeinderat) состоит из 13 мест.
- АНП занимает 10 мест.
- Партия JA — ZU A занимает 3 места.